# Deutscher Freundschaftsverband
De Deutscher Freundschaftsverband ("Duitse Vrienschapsvereniging"), afgekort tot DFV, was een Duitse organisatie waarin lhbt'ers samen konden komen en zich verzetten tegen hun politieke achterstelling. De vereniging werd opgericht in 1919 en verenigde een reeks lokale vrienschapsverenigingen. Één daarvan zou de latere Bund für Menschenrecht worden. De vereniging was nauw verbonden aan de Die Freundschaft, een tijdschrift dat wel als clubblad diende, en de bladen Frauenliebe en Garçonne. Ook de club Monbijou werd met het blad geassocieerd. De DFV en het clubblad werden kort na de machtsgreep van de nazi's opgeheven. 

## Geschiedenis
Al in het Duitse Keizerrijk ontstond een grote groep zogeheten 'vriendschapsverbanden', verenigingen waarbinnen homoseksuelen elkaar troffen. De naam raakte in die periode nauw verbonden met homoseksualiteit. In 1919 besloten deze kleinere verbanden een overkoepelende organisatie op te richten. Deze organisatie werd het Duits Vriendschapsverband. In datzelfde jaar werd de Berliner Freundschaftsbund als lokaal onderdeel van het overkoepelende Duits Vriendschapsverband opgericht. In 1922 kwam wrijving tussen het Berlijnse onderdeel en de landelijke bond tot uitbarsting toen Friedrich Radszuweit voorstelde de groep in Berlijn voortaan de Bund für Menschenrecht te noemen. Hiermee werd effectief de bond buiten de vereniging getrokken. Radszuweit werd de voorzitter van de Bond voor Mensenrecht en een diepe concurrentie tussen beiden groepen ontstond hieruit.

## Tijdschriften
Binnen de DFV fungeerde Die Freundschaft al in het jaar van oprichting als verenigingsblad. Het blad, dat door Karl Schultz werd gepubliceerd, zou tot maart 1933 als zodanig blijven fungeren; daarna werd het opgedoekt door de nazi's. De DFV zou al snel volgen.
Frauenliebe en Garçonne daarentegen werden door Karl Bergmann gepubliceerd. Het eerste blad bestond tussen 1926 tot en met oktober 1930, waarna het deels bij de Garçonne ingevoegd werd. Bergmann, die later mogelijk ook leider van het Deutscher Freundschaftsverband werd, ging in de tijdschriften direct de strijd aan met Radszuweit en de Bund für Menschenrecht. Radszuweit publiceerde namelijk ook een ander tijdschrift, Die Freundin, en de concurrentie tussen de beide organisaties uitte zich voornamelijk in deze tijdschriften sterk. Het publiek van de Frauenliefde is dan ook meer te omschrijven als afkomstig uit de werkende klasse, waar de lezeressen van Die Freundin uit een hogere klasse kwamen. Ook op gebied van doelen verschilden de bladen; Radszuweit richtte zich meer op politiek, waar Bergmann meer aandacht wilde geven aan het opbouwen van de homogemeenschap.

## Karl Bergmann en Monbijou
Karl Bergman had een flinke vinger in de pap binnen de lesbische scene. Niet alleen leidde hij de beide vrouwentijdschriften van de DFV, hij was ook een van de leiders van de club Monbijou, een van de grotere lesbische damesclubs. De club werd mogelijk als tegenhanger van Damenklub Violetta opgericht. In 1929 beweerde Lotte Hahm in Die Freundin dat Monbijou samen zou gaan met Damenklub Violetta. Hier zouden twee redenen voor zijn. Enerzijds zou Karl Bergman zich verrijkt hebben tijdens zijn werk voor Monbijou. Anderzijds zouden de lesbische vrouwen die in de club zitting hadden niet langer door een heteroseksuele man geleid willen worden. In de Frauenliebe werd het gerucht direkt ontkent, maar het luidde het einde in van Monbijou, dat na 1930 eigenlijk geen rol van betekenis meer speelde op de lesbische scene, ten gunste van de Damesclub Violetta.
Anna Blamanhuis ·
Apollo ·
Çavaria ·
De Kringen ·
Delftse Werkgroep Homoseksualiteit ·
DITO! ·
Equality for Gays And Lesbians In The European institutions ·
European Pride Organisers Association ·
Federatie Studenten Werkgroepen Homoseksualiteit ·
FemFusion ·
Gay & Lesbian Switchboard ·
Gay and Lesbian Kingdom of the Coral Sea Islands ·
Gay Business Amsterdam ·
GLAAD ·
Het Roze Huis ·
Hirschfeld-Eddy Stichting ·
Homo LesBische Federatie Nederland ·
Homoconsumentenbond ·
Homogroep Wageningen ·
Human Rights Campaign ·
IGLHRC ·
IHLIA LGBTI Heritage ·
ILGA ·
ILGA-Europe ·
International Gay and Lesbian Human Rights Commission ·
Lesben- und Schwulenverband in Deutschland ·
LGB Alliance ·
Lhbt-studentenvereniging ·
Metropolitaanse Gemeenschapskerk ·
Mikpunt ·
Nederlandsch Wetenschappelijk Humanitair Komitee ·
Nederlandse Vereniging tot Integratie van Homoseksualiteit COC ·
Stichting OUT! ·
OutFront Minnesota ·
ProGay ·
Radical faeries ·
Regenbooghuis Brussel ·
Roze Actiefront ·
Roze Front ·
Roze Leeuwen ·
Roze Zaterdag ·
RozeLinks ·
Schorer ·
Stichting PANN ·
Trainbow Belgium ·
Transgender Netwerk Nederland ·
Verkeerd Geparkeerd ·
Wel Jong ·
Wissenschaftlich-humanitäre Komitee ·
Deutscher Freundschaftsverband ·
Damenklub Violetta ·
Bund für Menschenrecht ·
Eldorado (homobar) ·

 Portaal lgbt